# Luis Ayala
Luis Ayala (Santiago, 18 de setembro de 1932 – Houston, 4 de setembro de 2024) foi um tenista profissional chileno. Em Grand Slams, alcançou a final do Torneio de Roland Garros (1958 e 1960) e as quartas-de-final tanto do Wimbledon quanto do US Open. Conquistou o ouro nos Jogos Pan-Americanos de 1959.

## Morte
Ayala morreu em 4 de setembro de 2024, aos 91 anos, em Houston.

## Finais de Grand Slams

#### Simples: (2 vices)
| Posição | Ano  | Campeonato           | Piso   | Oponente           | Placar                  |
| Vice    | 1958 | French Championships | Saibro | Mervyn Rose        | 3–6, 4–6, 4–6           |
| Vice    | 1960 | French Championships | Saibro | Nicola Pietrangeli | 6–3, 3–6, 4–6, 6–4, 3–6 |

#### Duplas mistas: (1 título e 1 vice)
| Posição | Ano  | Campeonato               | Piso   | Parceira          | Oponentes                     | Placar        |
| Vice    | 1955 | French Championships     | Saibro | Jenny Staley Hoad | Darlene Hard Gordon Forbes    | 7-5, 1-6, 2-6 |
| Campeão | 1956 | French Championships (1) | Saibro | Thelma Coyne Long | Doris Hart Jan Lehane O'Neill | 4-6, 6-4, 6-1 |

## Jogos Pan-Americanos

### Duplas (1 vice)
| Posição | Ano  | Campeonato    | Parceiro        | Oponentes                   | Placar        |
| Prata   | 1951 | Pan-Americano | Carlos Sanhueza | Enrique Morea Alejo Russell | 4-6, 5-7, 4-6 |